# ホテル京セラ
株式会社ホテル京セラ（ホテルきょうセラ、英: HOTEL KYOCERA CO.,LTD.）は、旅客ホテル事業を行う京セラの関連企業である。

## 概要
- 開業：1995年9月1日（本館）、2001年4月26日（アネックス）
- 客室数：179室（本館）、149室（アネックス）
- 設計：黒川紀章

## 設備

### 本館
- 本館B1F スポーツ&リラクゼーション「オクシア」
- 本館1F　洋食レストラン「デルソーレ」
- 本館3F　日本料理「京はるか」
- 本館13F メインバー「アモーレ」
- 本館1F　売店「もっくる」
- 本館B2F 大宴会場

-インショップ-
- 本館1F フラワーハウス 花曜日 ホテル京セラ店
- 本館2F さつきブライダル ホテル京セラ店
- 本館2F ビデオソニック ホテル京セラ店
- 本館1F クレサンベール(宝飾)

### 別館・アネックス
- 別館1F バイキングレストラン 夢の国

## アクセス
- JR隼人駅より 車5分（徒歩15分）
- 鹿児島空港より 車約15分（リムジンバスで約18分）